# Carlos Moyá
Carlos Moyá Llompart (katalanisch: Carles Moyà Llompart; * 27. August 1976 in Palma) ist ein ehemaliger spanischer Tennisspieler und heutiger -trainer. 1999 führte er für zwei Wochen die Tennisweltrangliste an.

## Karriere
Moyá begann seine Profikarriere 1995. Im selben Jahr gewann er in Buenos Aires seinen ersten ATP-Titel. Sein erstes Finale bei einem Grand-Slam-Turnier erreichte Moyá 1997 bei den Australian Open. Auf dem Weg dorthin schlug er u. a. Boris Becker und Michael Chang. Im Finale unterlag er dem Weltranglistenersten Pete Sampras. Im selben Jahr erreichte Moyá das Halbfinale der ATP-WM in Hannover, wobei er in der Vorrunde diesmal Sampras bezwingen konnte. Im Halbfinale unterlag er dann Jewgeni Kafelnikow.
1998 gewann Moyá mit den French Open seinen einzigen Grand-Slam-Titel. Zudem erreichte er das Finale der ATP-WM, wo er Àlex Corretja unterlag. Am 15. März 1999 war Moyá die Nummer 1 der Welt. Er hielt die Spitzenposition der Weltrangliste zwei Wochen lang.
Nach zwei schwächeren Jahren gewann Moyá 2002 das Masters in Cincinnati und qualifizierte sich für den Masters Cup in Shanghai. Dort erreichte er das Halbfinale, in dem er Juan Carlos Ferrero unterlag. 2004 gewann er das Masters-Turnier von Rom. 2007 erreichte Moyá das Viertelfinale der French Open und unterlag dort Rafael Nadal mit 4:6, 3:6 und 0:6. Ende Juli gewann er mit dem Turnier von Umag seinen letzte Einzeltitel.
Im April 2009 ließ sich Moyá nach einer Verletzung an der Hüfte operieren, er musste anschließend eine mehrmonatige Zwangspause einlegen. Anfang des Jahres 2010 kehrte er auf die ATP Tour zurück, scheiterte aber meist in der ersten Runde. So unterlag er unter anderem dem Deutschen Benjamin Becker beim Madrid Masters glatt mit 0:6 und 2:6. Dieses Match im Mai 2010 war sein letztes auf der Tour. Im November 2010 verkündete Moyá aufgrund anhaltender Fußprobleme seinen Rücktritt vom professionellen Tennis. Er wurde im Rahmen der ATP Finals in London feierlich verabschiedet.
Nach dem Leistungssport spielte Moyá auf der ATP Champions Tour. Zudem war er von 2013 bis Ende 2014 zwei Jahre lang Kapitän der spanischen Davis-Cup-Mannschaft, für die er in seiner aktiven Zeit eine Bilanz von 20:7 vorweist.
Seit 2017 ist er im Trainerteam von Rafael Nadal und nach Toni Nadals Rückzug seit 2018 dessen Haupttrainer.

## Spielweise
Moyá hatte mit bis zu 218 km/h einen sehr harten Aufschlag. Im Wettkampf versuchte er hauptsächlich seine starke Vorhand einzusetzen. Die Rückhand spielte er beidhändig. Er war besonders auf Sandplätzen erfolgreich. Obwohl er Linkshänder ist, spielte er Tennis mit der rechten Hand.

## Privat
Moyá hat seinen Wohnsitz in Genf und ist mit dem spanischen Model Carolina Cerezuela liiert.

## Erfolge
| Legende (Anzahl der Siege)                           |
| Grand Slam (1)                                       |
| Tennis Masters Cup ATP World Tour Finals             |
| ATP Masters Series ATP World Tour Masters 1000 (3)   |
| ATP International Series Gold ATP World Tour 500 (3) |
| ATP International Series ATP World Tour 250 (13)     |
| ATP Challenger Tour (2)                              |

| ATP-Titel nach Belag |
| Hartplatz (4)        |
| Sand (16)            |
| Rasen (0)            |
| Teppich (0)          |

### Einzel

#### Turniersiege

##### ATP Tour
| Nr. | Datum             | Turnier          | Belag     | Finalgegner         | Ergebnis                  |
| --- | ----------------- | ---------------- | --------- | ------------------- | ------------------------- |
| 1.  | 13. November 1995 | Buenos Aires (1) | Sand      | Félix Mantilla      | 6:0, 6:3                  |
| 2.  | 19. August 1996   | Umag (1)         | Sand      | Félix Mantilla      | 6:0, 7:64                 |
| 3.  | 25. August 1997   | Long Island      | Hartplatz | Patrick Rafter      | 6:4, 7:61                 |
| 4.  | 27. April 1998    | Monte Carlo      | Sand      | Cédric Pioline      | 6:3, 6:0, 7:5             |
| 5.  | 8. Juni 1998      | French Open      | Sand      | Àlex Corretja       | 6:3, 7:5, 6:3             |
| 6.  | 17. April 2000    | Estoril          | Sand      | Francisco Clavet    | 6:3, 6:2                  |
| 7.  | 23. Juli 2001     | Umag (2)         | Sand      | Jérôme Golmard      | 6:4, 3:6, 7:62            |
| 8.  | 4. März 2002      | Acapulco (1)     | Sand      | Fernando Meligeni   | 7:64, 7:64                |
| 9.  | 15. Juli 2002     | Båstad           | Sand      | Younes El Aynaoui   | 6:3, 2:6, 7:5             |
| 10. | 22. Juli 2002     | Umag (3)         | Sand      | David Ferrer        | 6:3, 6:2                  |
| 11. | 12. August 2002   | Cincinnati       | Hartplatz | Lleyton Hewitt      | 7:5, 7:65                 |
| 12. | 17. Februar 2003  | Buenos Aires (2) | Sand      | Guillermo Coria     | 6:3, 4:6, 6:4             |
| 13. | 21. April 2003    | Barcelona        | Sand      | Marat Safin         | 5:7, 6:2, 6:2, 3:0 aufgg. |
| 14. | 21. Juli 2003     | Umag (4)         | Sand      | Filippo Volandri    | 6:4, 3:6, 7:5             |
| 15. | 5. Januar 2004    | Chennai (1)      | Hartplatz | Paradorn Srichaphan | 6:4, 3:6, 7:65            |
| 16. | 1. März 2004      | Acapulco (2)     | Sand      | Fernando Verdasco   | 6:3, 6:0                  |
| 17. | 3. Mai 2004       | Rom              | Sand      | David Nalbandian    | 6:3, 6:3, 6:1             |
| 18. | 3. Januar 2005    | Chennai (2)      | Hartplatz | Paradorn Srichaphan | 3:6, 6:4, 7:65            |
| 19. | 13. Februar 2006  | Buenos Aires (3) | Sand      | Filippo Volandri    | 7:66, 6:4                 |
| 20. | 29. Juli 2007     | Umag (5)         | Sand      | Andrei Pavel        | 6:4, 6:2                  |

##### Challenger Tour
| Nr. | Datum              | Turnier     | Belag | Finalgegner    | Ergebnis      |
| --- | ------------------ | ----------- | ----- | -------------- | ------------- |
| 1.  | 23. Juli 1995      | Oberstaufen | Sand  | Jiří Novák     | 6:3, 6:4      |
| 2.  | 17. September 1995 | Budapest    | Sand  | József Krocskó | 6:2, 6:7, 6:4 |

#### Finalteilnahmen
| Nr. | Datum              | Turnier         | Belag         | Finalgegner         | Ergebnis                |
| --- | ------------------ | --------------- | ------------- | ------------------- | ----------------------- |
| 1.  | 6. Mai 1996        | München         | Sand          | Sláva Doseděl       | 4:6, 6:4, 3:6           |
| 2.  | 16. September 1996 | Bukarest (1)    | Sand          | Alberto Berasategui | 1:6, 6:75               |
| 3.  | 13. Januar 1997    | Sydney (1)      | Hartplatz     | Tim Henman          | 3:6, 1:6                |
| 4.  | 27. Januar 1997    | Australian Open | Hartplatz     | Pete Sampras        | 2:6, 3:6, 3:6           |
| 5.  | 4. August 1997     | Amsterdam       | Sand          | Sláva Doseděl       | 6:74, 6:75, 7:64, 2:6   |
| 6.  | 18. August 1997    | Indianapolis    | Hartplatz     | Jonas Björkman      | 3:6, 6:73               |
| 7.  | 15. September 1997 | Bournemouth     | Sand          | Félix Mantilla      | 2:6, 2:6                |
| 8.  | 5. Oktober 1998    | Valencia        | Sand          | Gustavo Kuerten     | 7:65, 2:6, 3:6          |
| 9.  | 30. November 1998  | Hannover        | Hartplatz (i) | Àlex Corretja       | 6:3, 6:3, 5:7, 3:6, 5:7 |
| 10. | 8. März 1999       | Indian Wells    | Hartplatz     | Mark Philippoussis  | 7:5, 4:6, 4:6, 6:4, 2:6 |
| 11. | 23. April 2000     | Toulouse        | Hartplatz (i) | Àlex Corretja       | 3:6, 2:6                |
| 12. | 30. April 2001     | Barcelona       | Sand          | Juan Carlos Ferrero | 6:4, 5:7, 6:3, 3:6, 5:7 |
| 13. | 22. April 2002     | Monte Carlo     | Sand          | Juan Carlos Ferrero | 5:7, 3:6, 4:6           |
| 14. | 30. September 2002 | Hongkong        | Hartplatz     | Juan Carlos Ferrero | 3:6, 6:1, 6:74          |
| 15. | 31. März 2003      | Miami           | Hartplatz     | Andre Agassi        | 3:6, 3:6                |
| 16. | 13. Oktober 2003   | Wien            | Hartplatz (i) | Roger Federer       | 3:6, 3:6, 3:6           |
| 17. | 19. Januar 2004    | Sydney (2)      | Hartplatz     | Lleyton Hewitt      | 3:4 aufgg.              |
| 18. | 30. September 2004 | Buenos Aires    | Sand          | Guillermo Coria     | 4:6, 1:6                |
| 19. | 1. August 2005     | Umag            | Sand          | Guillermo Coria     | 2:6, 6:4, 2:6           |
| 20. | 9. Januar 2006     | Chennai         | Hartplatz     | Ivan Ljubičić       | 6:76, 2:6               |
| 21. | 15. Januar 2007    | Sydney (3)      | Hartplatz     | James Blake         | 3:6, 7:5, 1:6           |
| 22. | 5. März 2007       | Acapulco        | Sand          | Juan Ignacio Chela  | 3:6, 6:72               |
| 23. | 17. Februar 2008   | Costa do Sauípe | Sand          | Nicolás Almagro     | 6:74, 6:3, 5:7          |
| 24. | 14. September 2008 | Bukarest (2)    | Sand          | Gilles Simon        | 3:6, 4:6                |